# Francis Dickoh
Francis Dickoh (* 12. Dezember 1982 in Kopenhagen, Dänemark) ist ein ehemaliger ghanaischer Fußballspieler.

## Karriere

### Verein
Dickoh begann seine Karriere beim dänischen Klub B.93 Kopenhagen. Dort gab er sein Debüt im Profibereich. Nach gutem Einstand wechselte er zur Folgesaison zu Farum BK. Nachdem er sich in zwei Jahren bei Farum nicht durchsetzen konnte, entschied sich Dickoh im Sommer 2003 zum Wechsel zu Ligakonkurrent FC Nordsjælland. Dort etablierte der Defensivspieler sich und wurde Leistungsträger. Nach drei Jahren beim FCN lockte ihn der niederländische Klub FC Utrecht aus der dänischen Superliga in die Eredivisie. Bei seinem ersten Auslandsklub setzte sich der Ghanaer durch und war dort Stammspieler. In der Saison 2011/12 stand er beim griechischen Erstligisten Aris Thessaloniki unter Vertrag, wo er als Innenverteidiger in 15 Punktspielen ein Tor erzielte. 2013 spielte er kurzzeitig in Belgien für Cercle Brügge. Dann wechselte er weiter zum FC Midtjylland und wurde dort 2015 dänischer Meister. 2016 spielte er zuerst bei SønderjyskE Fodbold und im Dezember beendete er ohne Pflichtspieleinsatz bei Lillestrøm SK seine aktive Karriere.

### Nationalmannschaft
Obwohl in Dänemark geboren, entschied sich Dickoh für das Heimatland seiner Eltern, der Nationalmannschaft Ghanas, zu spielen. Am 14. November 2005 kam er gegen die Saudi-arabische Fußballnationalmannschaft zu seinem Debüt im Dress der Ghanaer. Im Jahr darauf wurde er für die Afrikameisterschaft 2006 nominiert. Zu einem Einsatz kam er allerdings nicht. Bis 2009 absolvierte dickoh insgesamt 13 Partien, ein Tor konnte er dabei nicht erzielen.

## Erfolge
- Dänischer Meister: 2015